# 城北减河
40°08′39″N 116°39′28″E / 40.1441676°N 116.6579144°E
城北减河是北京地区顺义区的一条河流，为潮白河的支流。
发源于泥河桥，向东汇入潮白河。全长5公里。河道上有交通桥4座，节制闸2座，泄洪闸2座，进水闸1座。附近建有卧龙公园。